# Amerigo Tot

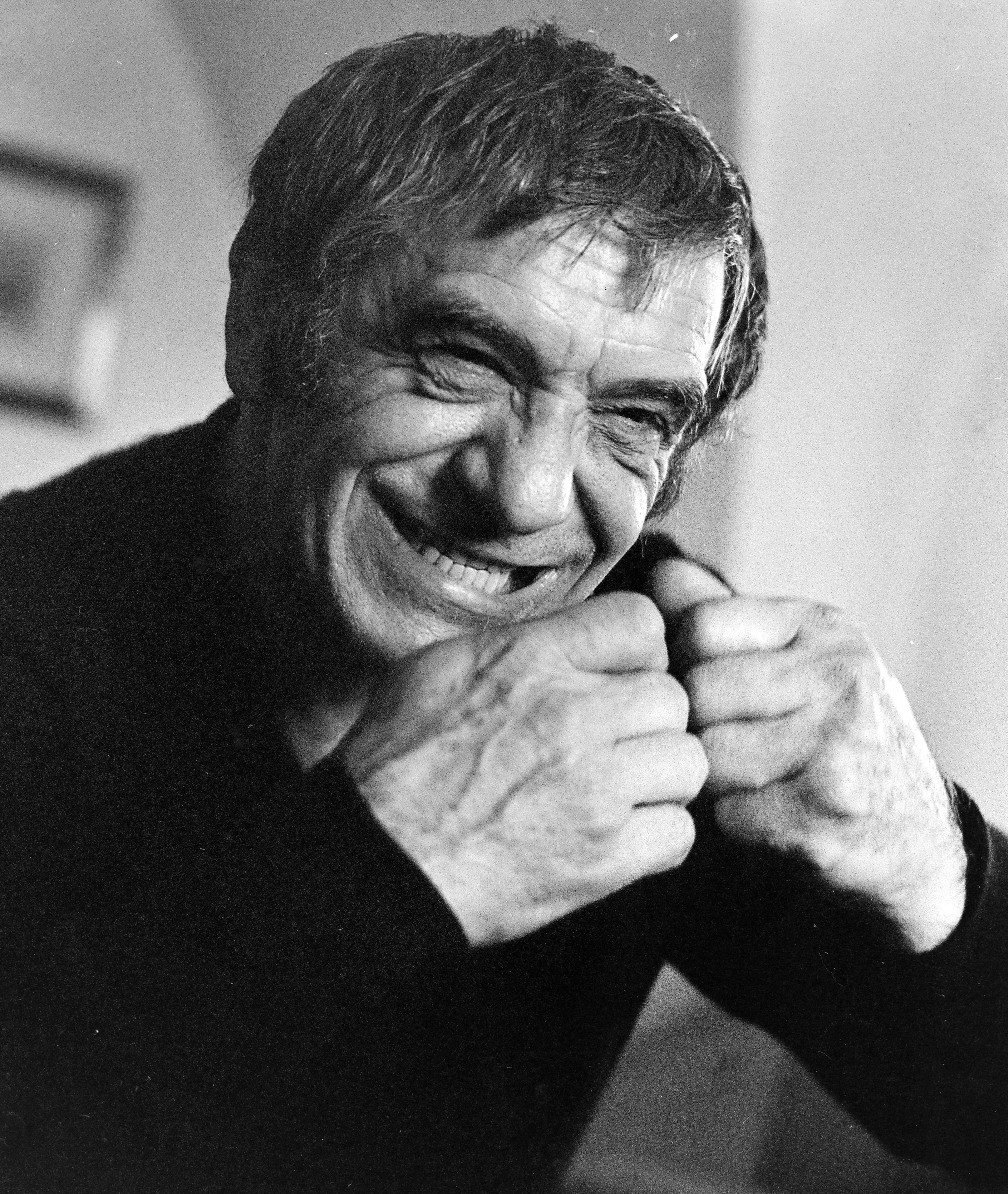
Amerigo Tot (1969)

Amerigo Tot (geboren am 27. September 1909 in Fehérvárcsurgó, Österreich-Ungarn, als Imre Tóth; gestorben am 13. Dezember 1984 in Rom) war ein ungarischer Bildhauer. Tot lebte die meiste Zeit seines Lebens in Rom.

## Leben
Imre Tóth studierte von 1926 bis 1928 in Budapest bei Ferenc Helbing und György Leszkovszky an der Kunstschule und 1931 bis 1932 am Bauhaus in Dessau und Berlin. Nach der Machtergreifung der Nationalsozialisten 1933 floh er von Dresden aus zu Fuß nach Rom, wo er mit einem Stipendium im Collegium Hungaricum unterkam. Er hielt sich mit Gelegenheitsarbeiten als Anstreicher, Ätzer und auch als Bildhauer über Wasser. Sein Entwurf für ein Denkmal Skanderbegs auf der Piazza Albania in Rom wurde allerdings von Romano Romanelli ausgeführt. Nach dem Sturz Mussolinis 1943 wurde er auf Seiten der Resistenza aktiv und als Fallschirmjäger ausgebildet. In dieser Zeit italianisierte er seinen Namen.

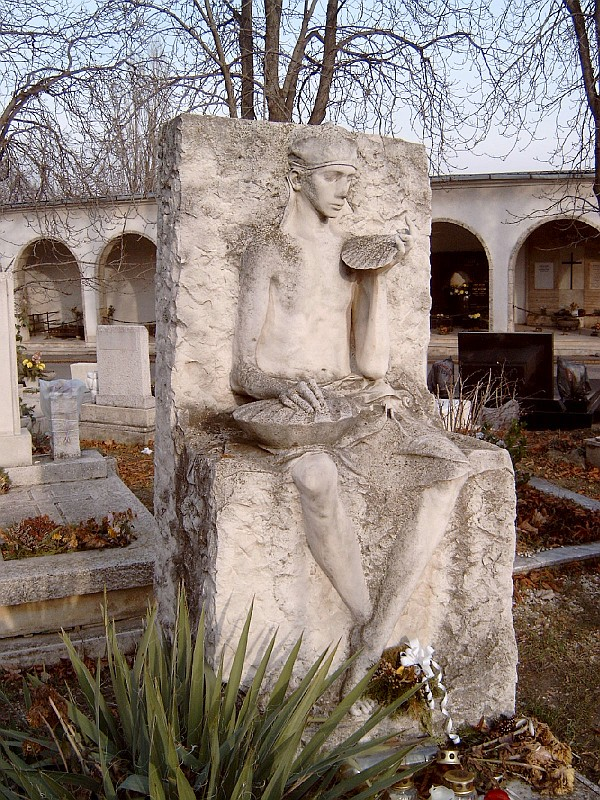
Grabstein auf dem Farkasréti temető in Budapest (Bildhauer Miklós Melocco)

Nach dem Krieg war er in Italien auch als künstlerischer Berater tätig. Erste internationale Anerkennung erhielt er für sein Relief an der Fassade des Bahnhofs Roma Termini, das heute noch zu sehen ist. Neben traditionellen Arbeiten, u. a. eine Madonnenskulptur in seiner Heimatstadt, schuf er abstrakte Skulpturen wie zum Beispiel „Mikrokosmos im Makrokosmos“. 1952 nahm er zum ersten Mal an der Biennale di Venezia im italienischen Pavillon teil, ebenso 1956 und 1962, 1958 war er auf der Weltausstellung in Brüssel vertreten. 1954 verließ er die Kommunistische Partei Italiens. Für das Festival dei Due Mondi in Spoleto schrieb er 1962 ein Libretto für ein Ballett. Er gewann den Wettbewerb für ein Denkmal der Gebrüder Bandiera bei Rovito, das 1972 errichtet wurde. Mehrmals besuchte er – nun als hofierter internationaler Künstler – Ungarn, wo Ausstellungen für ihn organisiert wurden. Ende der 1960er- und in den 1970er-Jahren hatte er gelegentliche Nebenrollen in Spielfilmen, so in Der Pate – Teil II; La moglie più bella; La califfa; Scusi, facciamo l'amore?; Satyricon II und Pulp.
Die Accademia Nazionale delle Scienze erwählte ihn 1978 zu ihrem Mitglied und der ungarische Staat verlieh ihm 1979 den Orden „Banner der Volksrepublik Ungarn“. Plastiken von ihm stehen auch in Gödöllő und eine in Erinnerung an Béla Bartók in Kecskemét.
Seine Atelierräume in Budapest nutzt heute die Galerie Koller, die auch ein kleines Museum eingerichtet hat.

## Illustrationen
- Pietro Aretino: Sonetti lussuriosi. Editori Associati Roma 1964, Classici proibiti.
- Alexander Lenard: Orgelbüchlein. Gedichte. Mit Linolschnitten von Imre Tot. Tipografia Editrice Italia, Rom 1949.[2]

## Filmografie (Auswahl)
- 1969: Die Degenerierten (Satyricon)
- 1970: La Califfa
- 1972: Malta sehen und sterben (Pulp)
- 1975: Warum bellt Herr Bobikow? (Cuore di cane)